# 우드 노트
우드 노트(WOOD NOTE)는 일본의 기업인 기타보쉬에서 생산하는 샤프 펜슬이다.

## 특징

### 장점
연필과 같은 디자인으로 질리지 않는 디자인이다. 즉 나무 재질인데 이로 인해 오래 잡고 쓸 때 손가락이 눌려 아픈 일을 방지해준다. 소모품인 지우개가 없어져도 사용하는 것에는 문제가 없다. 가끔 노브에 구멍이 있고 그 위에 지우개가 있는 샤프가 있는데 우드 노트는 노브가 막혀 있어 지우개가 없어도 샤프심이 뒤로 흘러 나올 염려도 없고 노크하는데 문제가 없다. 지우개가 없어지면 디자인 상, 빈 느낌은 있다.

### 단점
나무 재질이기 때문에 찍힘에 약하다. 사용하다 보면 손톱에 찍히거나 다른 물건과 부딪혀 찍히기도 한다. 노브에 유격이 있어 글씨를 쓸 때마다 흔들려 소리가 난다.